# Zebraplatys
Genre
Zebraplatys est un genre d'araignées aranéomorphes de la famille des Salticidae.

## Distribution
Les espèces de ce genre se rencontrent en Australie et à Taïwan.

## Liste des espèces
Selon World Spider Catalog (version 18.0, 27/05/2017) :
- Zebraplatys bulbus Peng, Tso & Li, 2002
- Zebraplatys fractivittata (Simon, 1909)
- Zebraplatys harveyi Żabka, 1992
- Zebraplatys keyserlingi Żabka, 1992
- Zebraplatys quinquecingulata (Simon, 1909)

## Publication originale
- Żabka, 1992 : Salticidae (Arachnida: Araneae) of Oriental, Australian and Pacific regions, VIII. A new genus from Australia. Records of the Western Australian Museum, vol. 15, p. 673-684 (texte intégral).